# Ferdinando Carbone
Ferdinando Carbone (Mola di Bari, 5 aprile 1900 – Roma, 11 settembre 1990) è stato un giurista, magistrato e funzionario italiano, primo segretario generale della presidenza della Repubblica dal 1948 al 1954 e presidente della Corte dei conti dal 1954 al 1970.

## Biografia
Nato a Mola di Bari nel 1900, si diplomò al liceo classico di Trani e conseguì la laurea in giurisprudenza a Roma all'età di ventuno anni; nel frattempo aveva già preso servizio presso il Ministero dell'interno (1918-1920), come vice-segretario alla pubblica sicurezza, e poi presso il Ministero delle finanze (1920-1922), in qualità di agente della imposte.
Dopo avere vinto il primo concorso pubblico per la magistratura bandito al termine della prima guerra mondiale, iniziò la sua carriera nella magistratura ordinaria, inizialmente presso il tribunale di Roma e in seguito alla pretura del VI mandamento. Nel 1923 divenne vice-pretore di Bari, mentre nel 1925 fu nominato giudice aggiunto del mandamento di Genzano di Lucania; nel settembre dello stesso anno venne assegnato infine al mandamento di Nardò. Passò poi all'Avvocatura dello Stato a Roma, dove rimase per diciannove anni dal 1926 al 1945. Dal settembre 1944 all'ottobre 1945 fu membro dell'Alto commissariato per le sanzioni contro il fascismo e venne nominato consigliere di Stato il 14 giugno 1945.
Divenne capo di gabinetto del ministro Pietro Campilli nel governo De Gasperi nel febbraio 1947, mentre nel mese di giugno fu nominato capo di gabinetto di Luigi Einaudi, ministro del bilancio e vice-presidente del consiglio.
Nel maggio 1947 divenne segretario generale della Presidenza della Repubblica Italiana, inizialmente nominato da Luigi Einaudi con ordinamento provvisorio, e poi riconfermato ufficialmente il 4 settembre 1948, in seguito all'entrata in vigore della legge 1077 del 9 agosto che istituiva la carica. Fu proprio Carbone, in quanto primo segretario generale della Repubblica, a organizzare e regolare la normativa relativa all'amministrazione e ai servizi fondamentali allo svolgimento delle funzioni presidenziali. Istituì inoltre un ufficio legislativo che aveva il compito di prendere in esame di disegni di legge di iniziativa governativa che dovevano essere presentati alle Camere previa autorizzazione del presidente della Repubblica. Il 2 giugno 1953 ricevette l'onorificenza di cavaliere di gran croce dell'Ordine al merito della Repubblica Italiana.
Dal 1º aprile 1954 al 30 aprile 1970 fu presidente della Corte dei conti. In seguito ricoprì altri incarichi, quali membro della Commissione Lockheed e presidente del collegio dei revisori dell'Enel; fu inoltre dal 1957 presidente della Lega italiana per la lotta contro i tumori.
Nel 1985 il presidente Francesco Cossiga lo decorò con la medaglia di benemerito della finanza pubblica. Morì a Roma l'11 settembre 1990.

## Pubblicazioni (parziale)
- Questioni in materia di esenzione delle Amministrazioni statali dall'imposta di consumo sui materiali, in Rivista italiana di diritto finanziario, III, 133, 1940.
- Le guarentigie dell'esecutivo, in Studi sulla Costituzione, III, 271, Milano, 1958.
- Esigenza ed evoluzione del controllo nello Stato moderno, in La funzione amministrativa, L, 9, 1959.
- Governo e pubblica amministrazione, in La funzione amministrativa, VII, 473, 1960.
- La Corte dei conti nella Costituzione Repubblicana, in Consiglio di Stato, II, 583, 1962.
- Discorso: Roma, 10 dicembre 1962. I Centenario della Corte dei conti nell'unità d'Italia 1862-1962, Roma, 1963.
- Relazione Generale con annesso conto finale. Presidenza del Consiglio dei ministri. Atti del Comitato tecnico di studio per l'accertamento degli oneri che potranno derivare alla finanza pubblica dalla istituzione e dal funzionamento delle regioni a statuto ordinario, Roma, 1966.